# Empress (pirate)
 (avril 2024).
Le contenu est difficilement compréhensible vu les erreurs de traduction, qui sont peut-être dues à l'utilisation d'un logiciel de traduction automatique.
Empress (parfois stylisé EMPRESS ) est une pirate informatique spécialisée dans le craquage de logiciels anti-piratage de jeux vidéo. Bien que son identité soit inconnue, elle se présente comme une femme russe,. Empress a également publié des jeux crackés sous le surnom de C000005.
Empress est connue comme l'une des rares pirates capables de cracker Denuvo. Sa motivation est de supprimer l'aspect licence logicielle des jeux numériques dans le but de les préserver une fois que les développeurs ont abandonné leur support. Empress affirme également que la suppression de la gestion des droits numériques (DRM) augmente les performances du jeu.

## Carrière
Empress s'est intéressée à la scène du piratage de DRM en 2014. Ses abonnés peuvent participer à des sondages pour sélectionner le jeu qu'ils souhaitent pirater ensuite, et son travail est financé par des dons participatifs. Empress utilise l'argent pour couvrir les frais de subsistance, mettre à niveau son matériel et acheter les jeux qu'ils ont l'intention de craquer. Elle reconnaît qu'accepter un paiement pour le piratage est contraire à l'étiquette de la scène Warez.
Empress a pris de l'importance après avoir publié une version crackée de Red Dead Redemption II. D'autres jeux très médiatisés crackés par Empress incluent Mortal Kombat 11 et Anno 1800. En février 2021, Empress a déclaré qu'elle serait bientôt arrêtée après avoir été prétendument prise en flagrant délit de travail sur le crack pour Immortals Fenyx Rising. Elle a blâmé FitGirl Repacks, avec qui elle avait une querelle. Cependant, en mars, Empress était disponible pour publier une solution de contournement pour le système d'enregistrement en ligne de Battle.net. L'annonce de l'arrestation d'Empress a été accueillie avec un scepticisme général par la communauté du cracking.
En 2023, Empress a été bannie de Reddit par les administrateurs de Reddit. Elle a publié une version crackée de Hogwarts Legacy en février 2023.

## Controverses
Empress est connue sur la scène P2P pour la section « note personnelle » dans les NFO de ses sorties, contenant souvent une variété d'insultes et de propos à caractère xénophobes, homophobes, transphobes et sexistes.Le fichier d'informations fourni avec la version crackée de Hogwarts Legacy exprimait son mécontentement à l'égard de ce qui était décrit comme le « système woke » d'aujourd'hui.